# Дятков, Степан Васильевич
Степан Васильевич Дятков (1759 — после 1818) — российский командир эпохи наполеоновских войн, генерал-майор Русской императорской армии.

## Биография
Происходил из дворян Тамбовской губернии. Ещё мальчиком, 1 марта 1771 года, был записан на военную службу Семёновский лейб-гвардии полк. В сентябре 1776 года был переведён Кавалергардский корпус поручиком, а два года спустя ротмистром переведён в Переяславский конно-егерский полк.
В ходе русско-турецкой войны 1787—1791 гг. осаждал Измаил и штурмовал Бендеры; 30 октября 1799 года произведён в полковники.
В 1797 году переведён в Малороссийский кирасирский полк, а 30 октября 1799 года произведён в полковники; с 1 января 1804 года назначен командиром этого полка, а 24 сентября 1806 года его шефом (до 11 октября 1806).
Сражался в войнах третьей и четвёртой коалиций. Был ранен в сражении при Прейсиш-Эйлау (награждён орденом Св. Владимира 4-й степени с бантом); сражался под Гейльсбергом и Фридландом (за отличия в обоих сражениях награждён орденом Св. Анны 2-й степени).
За заслуги назначен 30 августа 1807 года шефом Оренбургского драгунского полка; 12 декабря 1807 года был произведён в генерал-майоры.
После вторжения Наполеона в пределы Российской империи, принимал участие в ряде ключевых битв Отечественной войны 1812 года; командовал 9-й бригадой 3-й кавалерийской дивизии. Под Смоленском был ранен пулей в правое плечо; в Бородинском сражении тяжело ранен картечной пулей в кисть правой руки (за отличие награждён орденом Св. Владимира 3-й степени).
После изгнания неприятеля из России, принял участие в заграничном походе русской армии.
Был награждён орденами Св. Георгия 4-го класса и Св. Анны 1-й степени.
30 декабря 1818 года был отправлен по состоянию здоровья в отставку.